# The Archies
Pour plus de détails, voir Fiche technique et Distribution.
The Archies est un film musical indien en langue hindi réalisé par Zoya Akhtar et sorti en 2023. Il s'agit d'une adaptation de la série de comics d'Archie Comics et notamment les aventures d'Archie Andrews. Produit par Tiger Baby Productions,,, il sort le 7 décembre 2023 sur Netflix.

## Fiche technique
Sauf indication contraire, les informations mentionnées dans cette section peuvent être confirmées par la base de données cinématographiques IMDb,  présente dans la section « Liens externes ».
- Titre original : The Archies
- Réalisation : Zoya Akhtar
- Scénario : Ayesha Devitre Dhillon, Reema Kagti et Zoya Akhtar
- Sociétés de production : Tiger Baby Films
- Distributeur : Netflix
- Pays de production :  Inde
- Langue originale : hindi
- Genre : comédie, film musical
- Date de sortie : 
  - Monde : 7 décembre 2023 (sur Netflix)

## Distribution
- Agastya Nanda : Archie Andrews
- Suhana Khan : Veronica Lodge
- Khushi Kapoor :  Betty Cooper
- Mihir Ahuja : Jughead Jones
- Vedang Raina : Reggie Mantle
- Aditi « Dot » Saigal : Ethel Muggs
- Yuvraj Menda : Dilton Doiley[5],[6]
- Koel Purie : Hermione Lodge
- Tara Sharma : Mary Andrews[6]
- Vinay Pathak
- Luke Kenny
- Alyy Khan : Hiram Lodge

## Production
La production du film débute le 18 avril 2022 durant la pandémie de Covid-19,. Le tournage du film se termine le 19 décembre 2022.

## Promotion
L'annonce du casting se fait le 14 mai 2022 via Netflix. La bande annonce du film a reçu des critiques mitigée. La bande annonce est dévoilée le 18 juin 2023 au Tudum 2023 à São Paulo avec une performance des acteurs.